# حزب العمال والفلاحين القومي الاشتراكي السويدي
كانت عصبة الحرية القومية الاشتراكية السويدية أول منظمة نازية في السويد. أسست هذه المنظمة بيرغر فوروغورد شقيقان (سيغورد وغونار) في اجتماع عقد في يلفدالن في 12 اب 1924. المنظمة بدأ نشر Nationalsocialisten. سيغورد فوروغورد كان محررا للنشر.
أولا المنظمة لم يتسع. النشر النشاط توقف بسبب نقص الأموال. بيرغر فوروغورد سيطر على المنظمة واعادة تسميتها كذلك حزب العمال والفلاحين القومي الاشتراكي السويدي. لكن التوسع السياسي لم يحدث. النشاط السياسي للحزب كان إلى حد كبير على فيرملاند.
في عام 1930 الحزب وحزب الشعب القومي الاشتراكي السويد في كيان واحد. اسم الحزب الموحد هو الحزب القومي الاشتراكي السويدي.

## المصدر
- نسخة محفوظة 1 أكتوبر 2007 على موقع واي باك مشين.